# Kirche Hindelbank

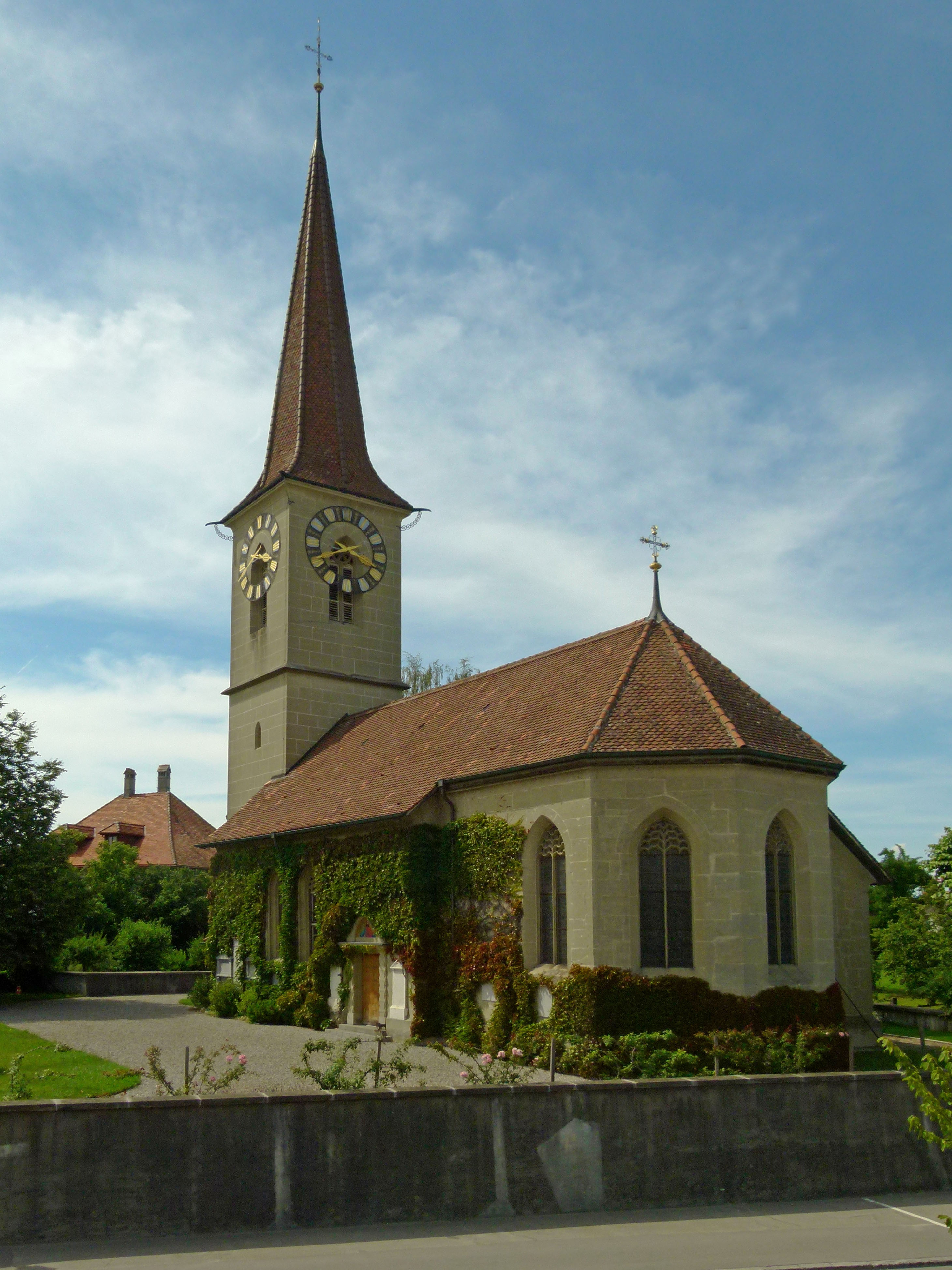
Kirche Hindelbank

Die Kirche Hindelbank ist die reformierte Dorfkirche von Hindelbank und dem Nachbardorf Bäriswil, Kanton Bern. Sie wurde 1513 bis 1515 anstelle einer älteren Kirche in spätgotischem Stil gebaut. Nach dem Brand 1911 wurde sie in ihrer heutigen Gestalt weitgehend originalgetreu wieder aufgebaut. Die alte Kirche galt wegen ihrer Grabdenkmäler und den Glasgemälden als wertvoll.

## Geschichte
Hindelbank gehörte im 14. Jahrhundert mit dem Dekanat Burgdorf zum Bistum Konstanz. 1391 ist erstmals eine Kirche in Hindelbank bezeugt, als Schultheiss Werner Münzer am 18. Februar 1391 testamentarisch Vergabungen tätigte und dabei die Kirche erwähnte: Darzu ouch als bald ich erstirb, das denn mine drü mansmeder ze Underbergen die kilchmeyer ze Hindelwanch zu derselben kilchen handen für lidig eigen innemen und ewiklich davon versorgen ze begande min jarzit und miner vordern uff minen jarzitlichen tag die nächsten Inhaber des Kirchensatzes, auch Kollatur genannt, waren Cunzmann und Hänslin von Ergöw, seiner Schwester Enkel. Conrad von Ergöw, Ritter und Schultheiss von Burgdorf musste aus Geldnot ab 1466 seinen Besitz verkaufen. Der Kirchensatz von Hindelbank ging 1505 für 300 Pfund an Rudolf von Scharnachtal, der Twing zu Hindelbank ging über verschiedene Hände an die Familie von Erlach. 1720 erwarb Hieronymus von Erlach alle Teile der Herrschaft. Das Patronatsrecht blieb bis 1552 bei der Familie von Scharnachthal, danach erwarb es Albrecht von Erlach.
Unter Hans Beat von Scharnachtal als Kollator und Johann von Erlach als weltlicher Herr wurde um 1515 mit dem Bau einer neuen Kirche begonnen, diese wurde mit wertvollen Glasgemälden ausgestattet. Die Reformation 1528 brachte einige Unruhen mit sich, liess aber die Glasgemälde unbehelligt. Mit der Verstaatlichung der Kirchengüter nach 1798 wurden die Rechte der Herren von Erlach am Kirchensatz aufgehoben. Die Kirche blieb in dieser Gestalt bis zum Brand im Jahr 1911 erhalten.

### Dorfbrand
Am 21. Juli 1911 brach Feuer aus, wahrscheinlich wegen Funkenflugs aus dem Kamin der örtlichen Spritfabrik. Die trockenen Holzschindeldächer der Bauernhäuser gerieten rasch in Brand und mit dem Wind verbreitete sich das Feuer schnell. 11 Häuser brannten ab, mehrere Wohnhäuser und Ökonomiegebäude wurden beschädigt und die Kirche wurde mit ihren Kunstwerken ein Raub der Flammen. Der Turm brannte und dann auch das Kirchendach, die herbeigeeilten Feuerwehren waren machtlos, nur das 1817 erbaute Pfarrhaus konnte gerettet werden. Die Glocken waren mit dem schindelgedeckten Turmhelm herabgestürzt, der Dachstuhl der Kirche lag verkohlt in den Mauerresten, die bemalten Glasscheiben waren in Scherben geborsten und verglüht. Erhalten blieben einzig in der Seitenkapelle das Grabdenkmal des Hieronymus von Erlach und die unter Bohlenbrettern geschützten Grabmäler des Albrecht Friedrich von Erlach und der Pfarrersfrau Maria Magdalena Langhans.

## Architektur
Die wiederaufgebaute Kirche von Hindelbank steht leicht erhöht in der Mitte des alten Dorfteils, abgetrennt durch die Mauer des ehemaligen Friedhofs an der Kantonsstrasse. Sie ist mit Sandsteinquadern aus dem nahen Steinbruch von Krauchthal erbaut. Das Schiff mit dem Chor ist geostet und mit einem Satteldach überdeckt, der Turm mit dem Haupteingang an der Westfassade angebaut. Der oktogonale Chor besitzt vier zweigeteilte Masswerkfenster mit gotisierendem Jugendstilmasswerk. In der Südwand befinden sich zwei Rundbogenfenster und der mit Jugendstilelementen eingefasste Seiteneingang. Einige Grabmäler von Pfarrherren jüngerer Zeit sind an der Wand aufgestellt. Nordseitig sind vom ursprünglichen Bau die Familienkapelle der Erlach und die Denkmalkapelle angebaut. Zusätzlich angebaut ist anstelle des Nordfensters der heute nicht mehr gebrauchte Unterweisungssaal, der beim Wiederaufbau 1912–1913 gewünscht war.
Im Innern misst die Kirche 20 Meter Gesamtlänge, der Chor 8,4 Meter und das Schiff 11,1 Meter. Vorne ist das Schiff 8 Meter breit und hinten 8,75 Meter. Die Breite des Chors ist 7,2 Meter und seine Höhe 6,6 Meter. Er ist mit einer flachen, das Schiff mit einer rund gewölbten Kassettendecke  aus Ulmenholz überdeckt. Das Schiff ist in der Achse versetzt, so dass die Nordwand bündig ist und die Südwand um 80 Zentimetern vorspringt.
Das hohe Fenster in der Südwand, das runde über dem Seitenportal, sowie die vier hohen Fenster im Chor, hatten vor der Brandkatastrophe gotische Masswerkverzierungen, die beim Wiederaufbau aus Kostengründen nicht rekonstruiert wurden.
Den innert 17 Monaten erfolgte Wiederaufbau bewerkstelligte der Kirchenbau-Architekt Karl Indermühle aus Bern.

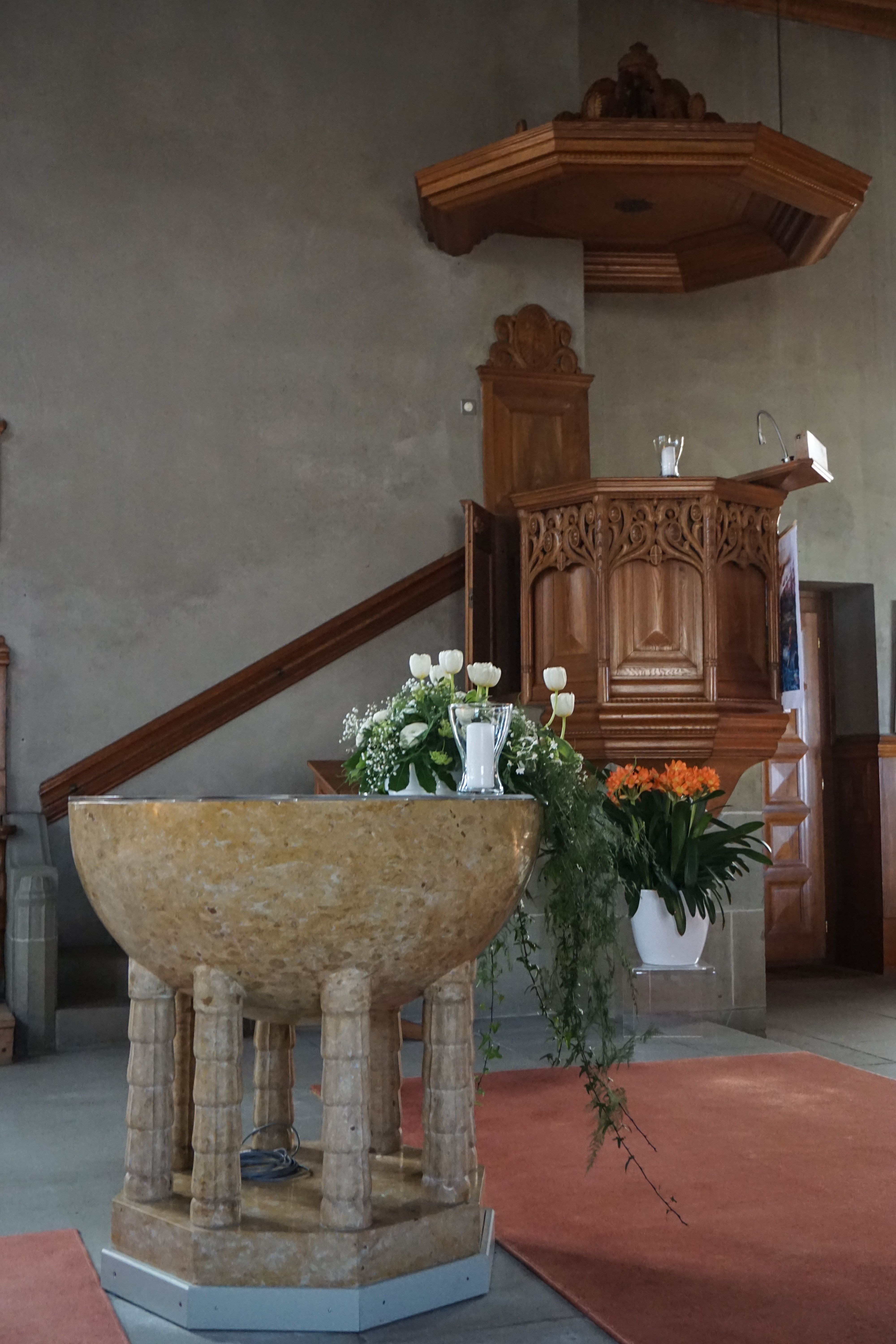
Taufstein und Kanzel

## Ausstattung

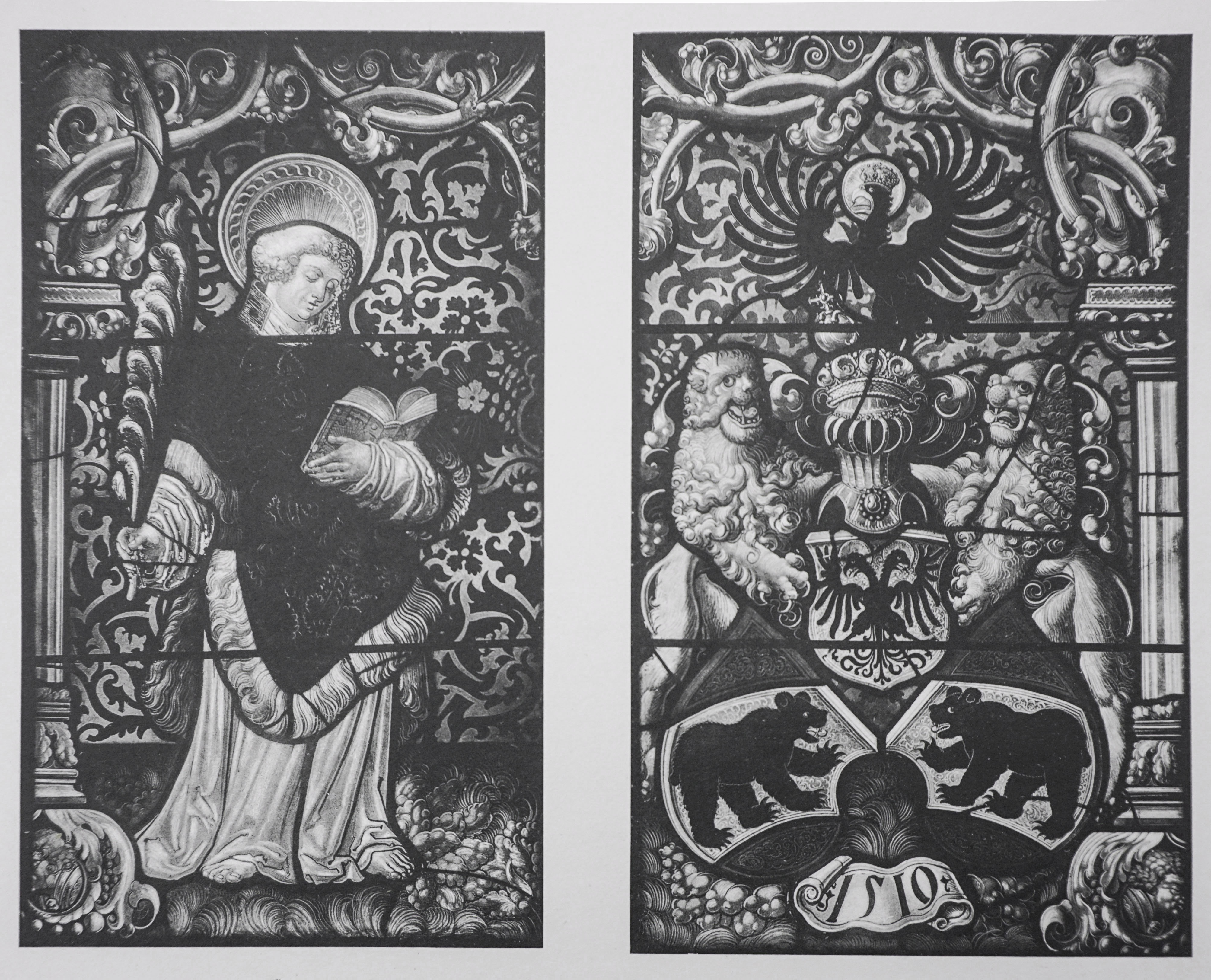
Ehemaliges mittleres Chorfenster

Die in der neuen Kirche eingebaute Kanzel ist an der Brüstung mit Masswerkschnitzerei, ähnlich dem neuen Masswerk im Jugendstil der Chorfenster versehen, die Bestuhlung sowohl im Schiff als auch das Chorgestühl sind Schreinerarbeiten in schlichter Form. Die Schale des Taufsteins aus Juramarmor ruht mit acht Säulen auf einem achteckigen Sockel aus dem gleichen Gestein. Auf der Empore steht eine neuere Orgel. 
Die neuen Glasmalereien entwarf der Berner Maler Ernst Link, die Glasmaler Kirsch und Fleckner aus Freiburg fertigten sie an. Die gestifteten Bilder der Chorfenster stellen Szenen aus dem Leben Jesu dar: Jesus und die Samariterin, Gang nach Emmaus, der Sämann und Jesus als Kinderfreund. In den beiden Südfenstern sind Brustbilder der Reformatoren Huldrich Zwingli, Niklaus Manuel, Johannes Calvin und Berchtold Haller. Darunter fanden die Wappen der beteiligten Handwerker Platz. Dazu in der Seitenkapelle zwei Wappen H. und A. von Erlach, entworfen von Link und gefertigt von Glasmalerei E. Boss, Bern.

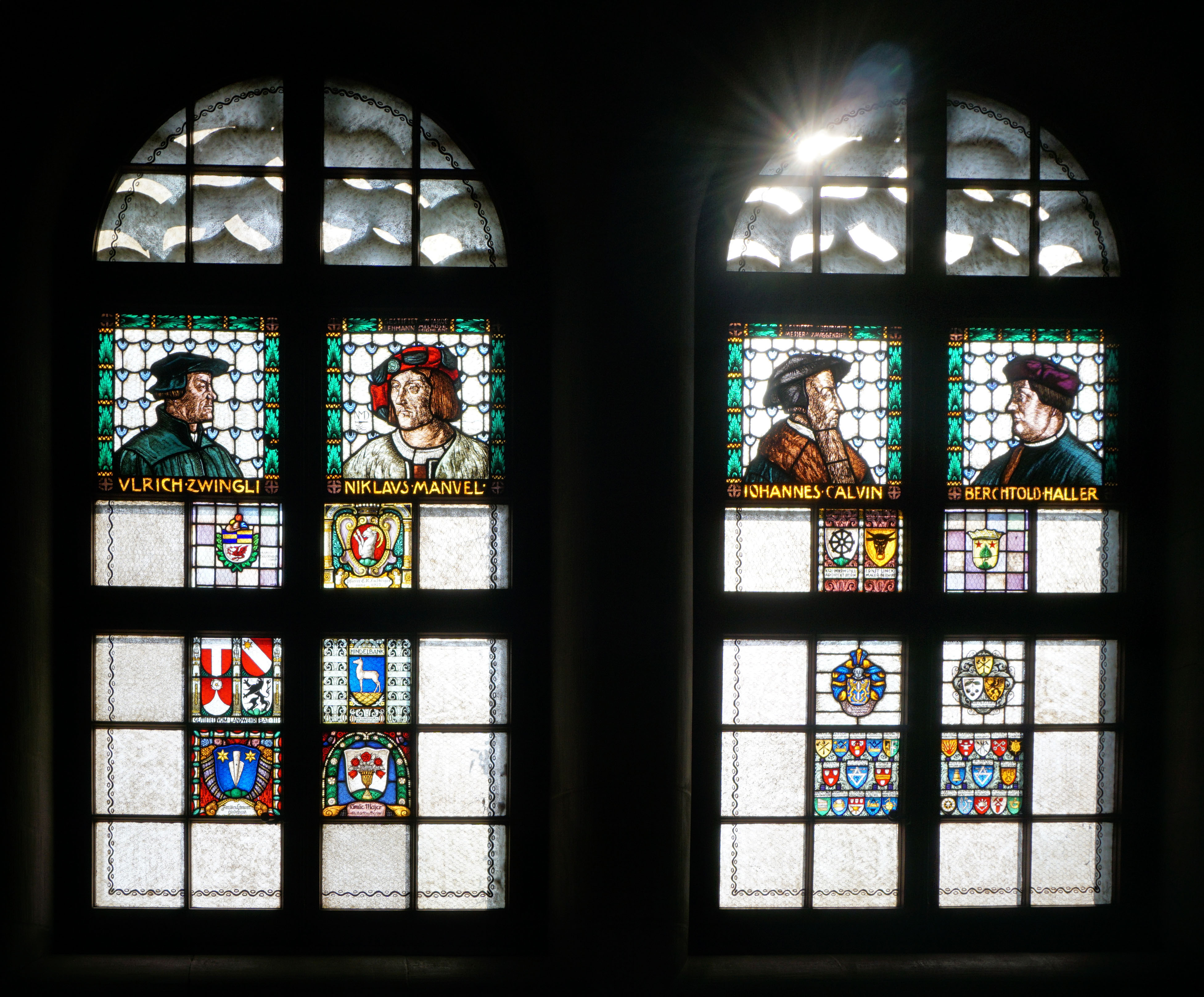
Seitenfenster
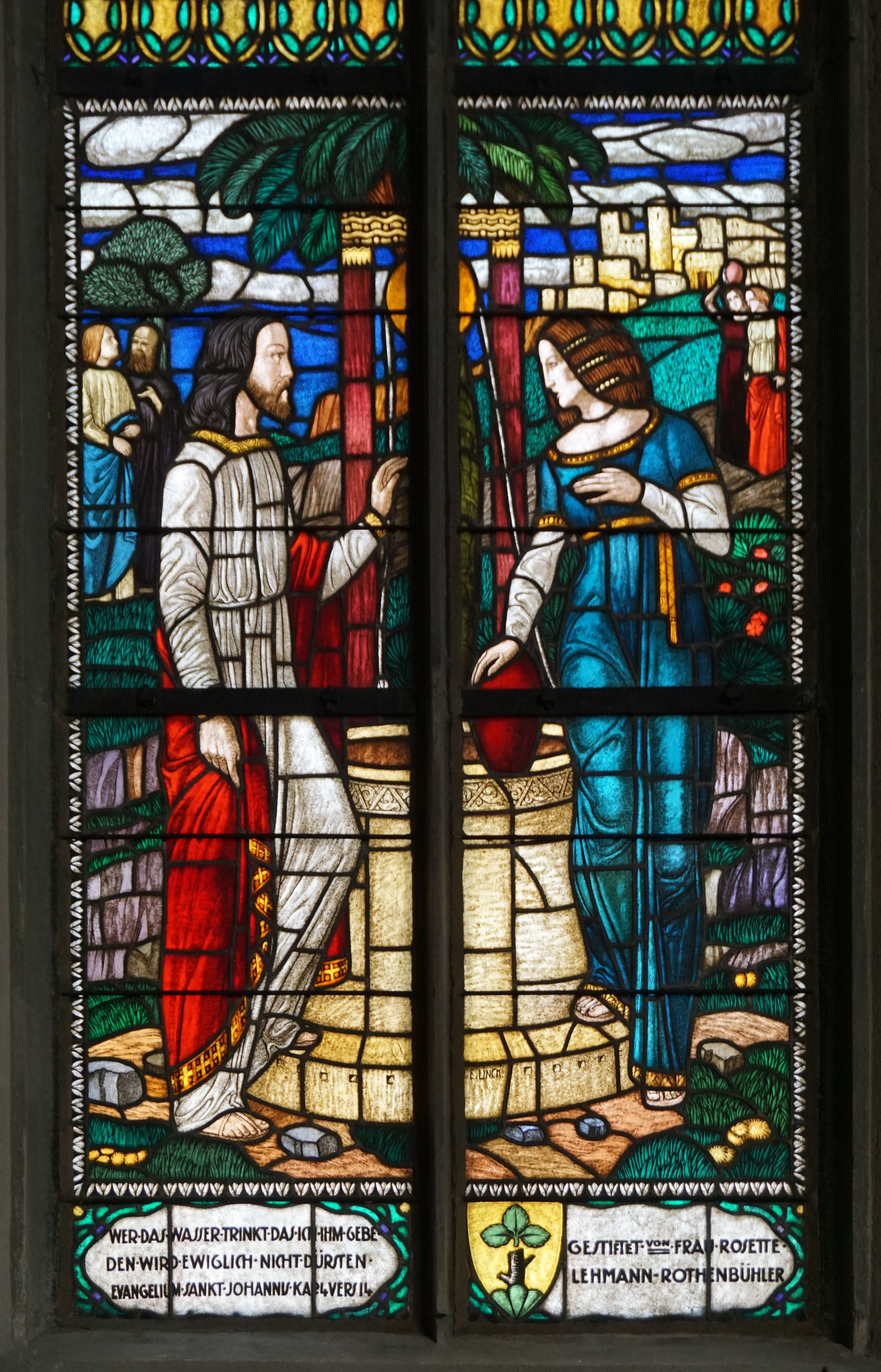
Jesus mit Samariterin am Brunnen
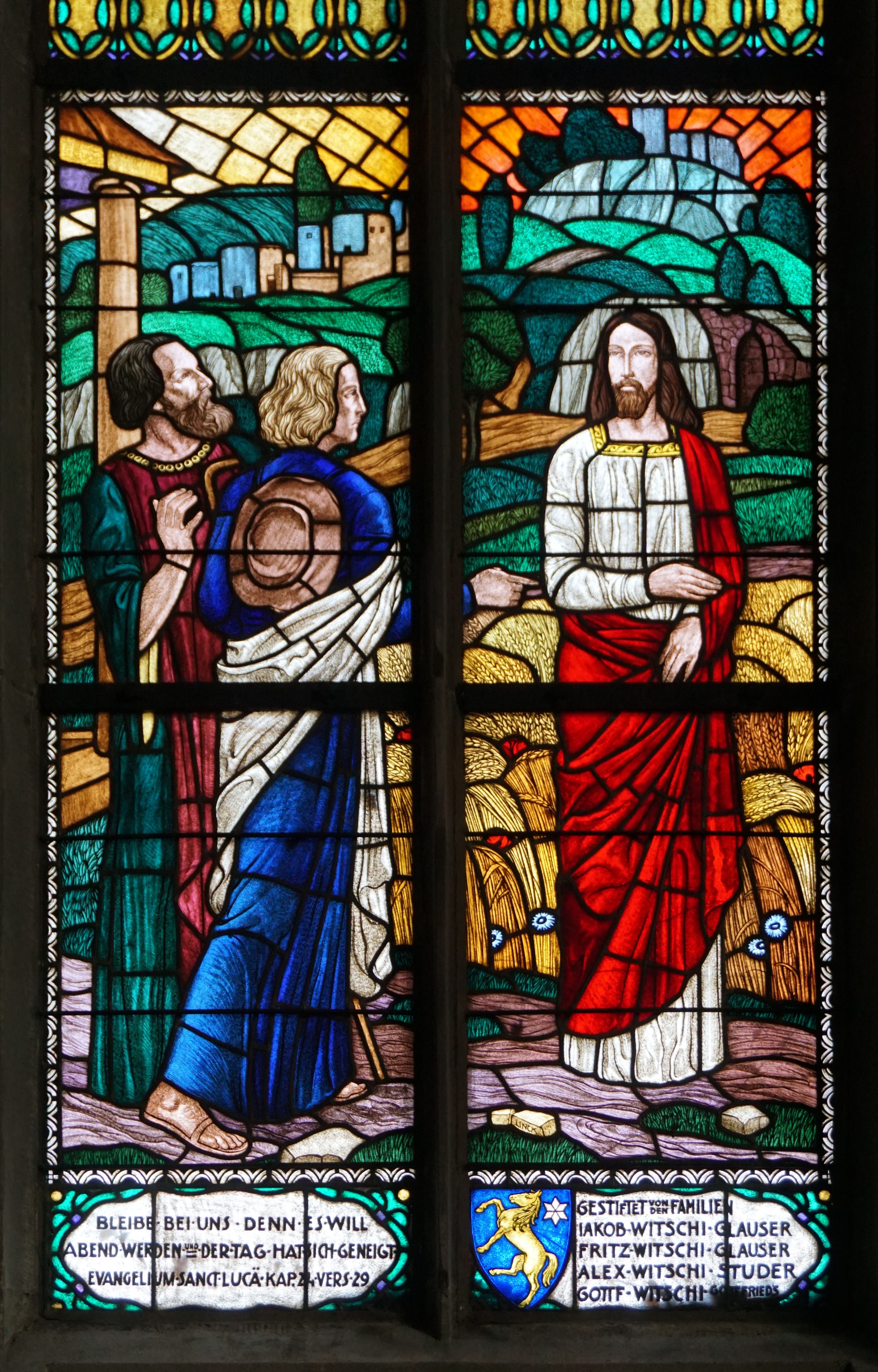
Jesus und Emmausjünger
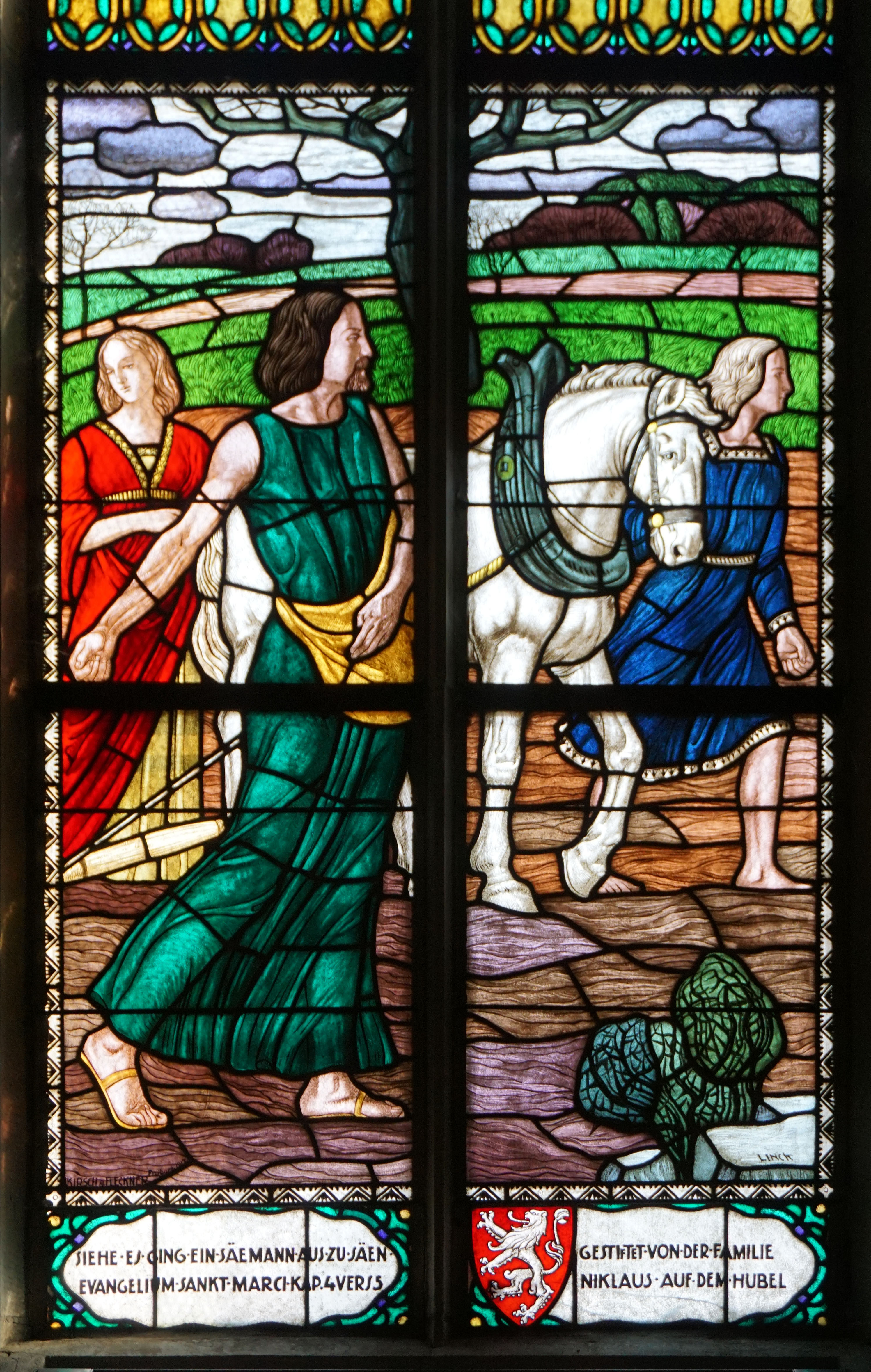
Gleichnis vom Sämann
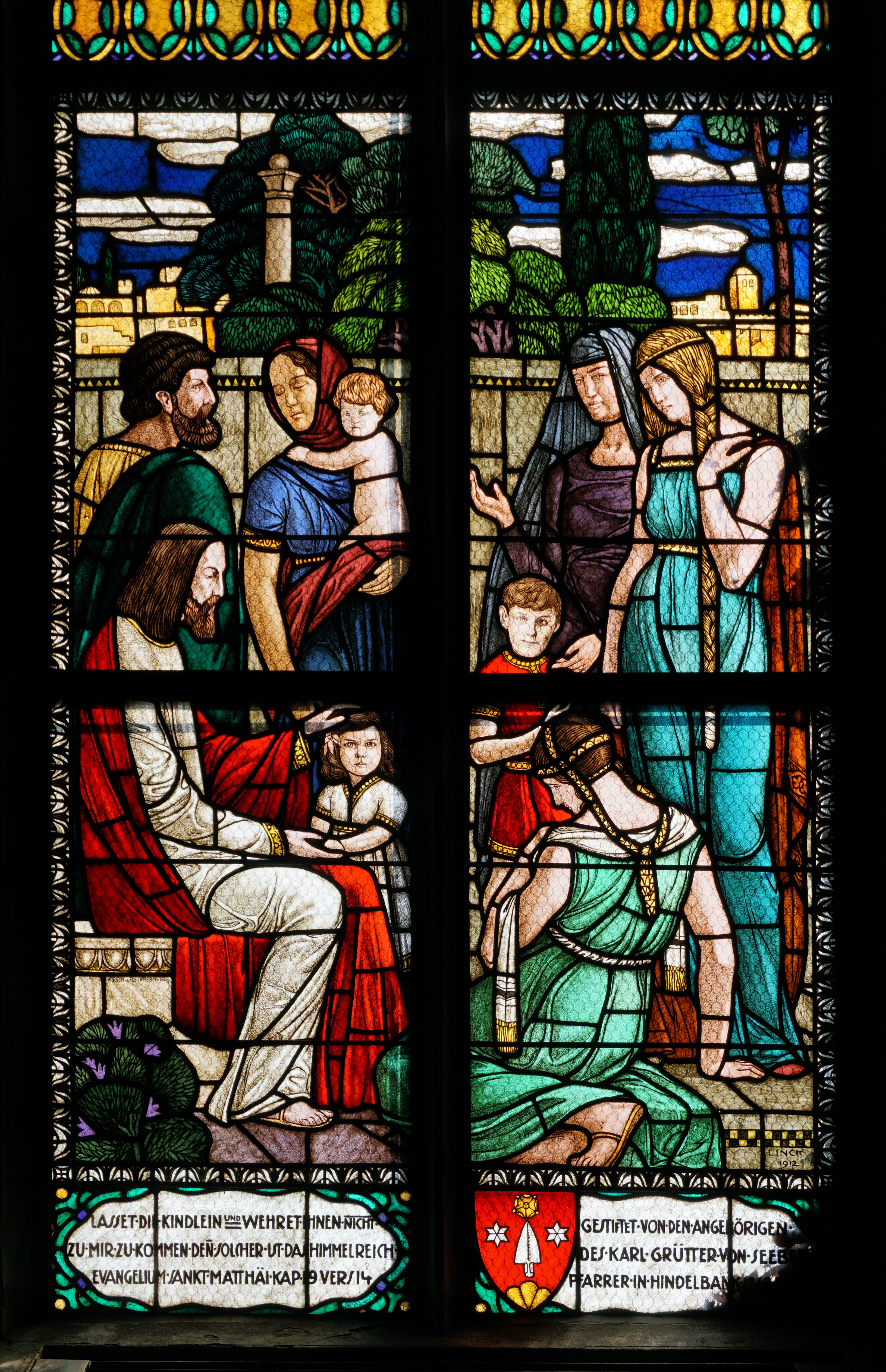
Jesus der Kinderfreund

### Zerstörte Glasmalereien

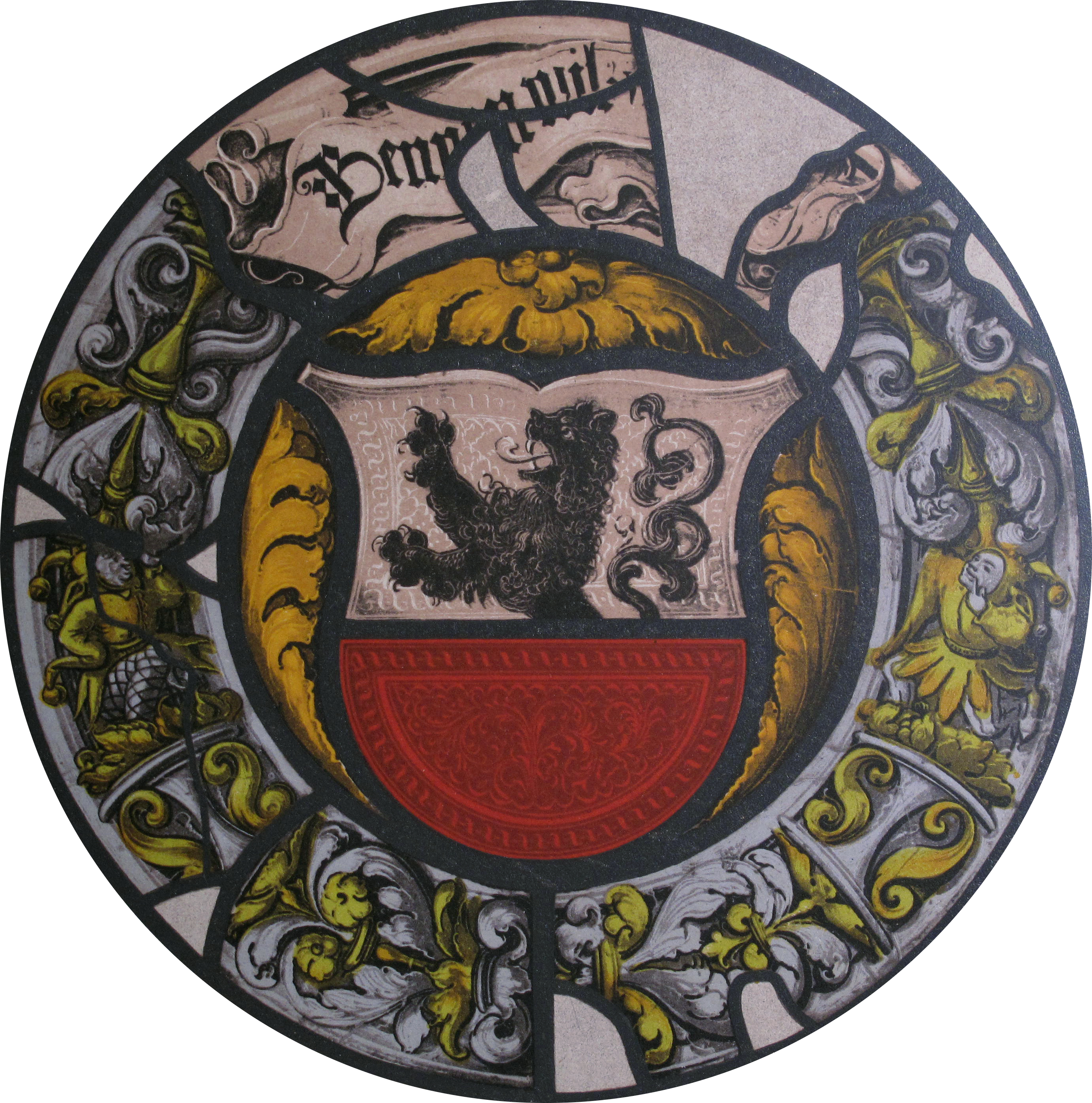
Wappenscheibe von Bennenwil (1527)

Dank der ein Jahr vor dem Brand im Auftrag des Schweizerischen Landesmuseums gemachten Aufnahmen, sind Schwarz-weiss-Bilder von den Scheiben erhalten. Diese hat der Fotograf H. Gugolz aus Zürich aufgenommen und 1913 Hans Lehmann beschrieben und als Bildband im Verlag K. J. Wyss veröffentlicht. Danach waren kurz nach dem Bau der Kirche die grossen Scheiben der Chorfenster und des Schiffs gestiftet worden. 
Es waren dies im Chor links: 
- Stifterscheibe von Hans von Erlach mit St. Johannes Evangelist
- Christus als Weltenrichter mit Maria und Johannes dem Täufer

Mittelfenster:
- St. Vinzenz, Patron von Bern
- Berner Standeswappen mit Reichsadler (Bärnrych)

rechts davon:
- St. Ursus  mit Schild und Rüstung, Patron von Solothurn
- Solothurner Standeswappen mit Reichsadler

Chor rechtes Seitenfenster:
- St. Christophorus
- Hl. Katharina mit Rad

Im Schiff das Nordfenster:
- Wappen der Stadt Thun von zwei Löwen gehalten in Rundscheibe
- Heilige Katharina mit Schwert
- Heilige Barbara mit Turm, Kelch und Palme

Schiff Südfenster:
- Im Masswerk Rundscheibe der Kartause Thorberg
- Madonna mit Ritter, vermutlich Kaspar von Mülinen
- Ritter Hans Beat von Scharnachtal

Die freie Fläche darunter wurde bei allen Fenstern mit 64 Rundscheiben verschiedener Geschlechter über spätere Jahre gefüllt. Die von Erlach bezweckten damit die Ahnentafel der Familie darzustellen. Die Urheberschaft der Scheiben wird von Hans Lehmann dem Berner Glasmaler Hans Funck zugeschrieben, von Berthold Haendcke aber dem Glasmaler Hans Sterr von Bern.
Von den zerstörten Scheibe konnten lediglich die Rundscheiben von Bennenwil und Grasburg restauriert werden, die Scheiben von Solothurn sind mit teilweise ergänzten Fragmenten erhalten und befinden sich im Historischen Museum von Bern. In der Lutherkirche Bad Harzburg hängt eine Scheibe, die möglicherweise aus Fragmenten der Stifterscheibe des Hans von Erlach hergestellt wurde.

## Grabmäler
Die bedeutendsten Teile der Kirche die vom Brand verschont blieben, sind die Grabmäler der Schlossherren und das Grabmal der Pfarrersfrau.

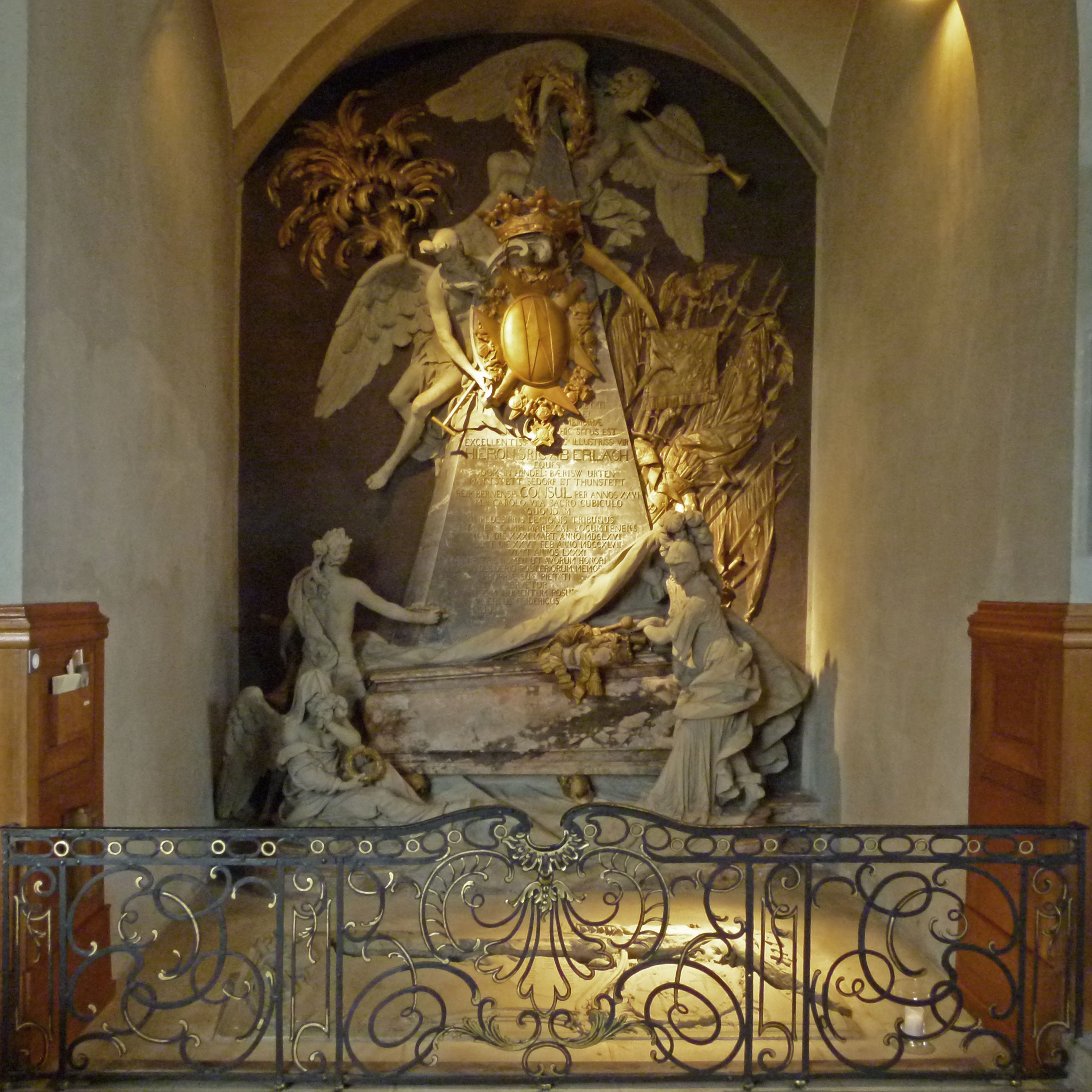
Grabdenkmal für Hieronymus von Erlach

### Hieronymus von Erlach
In einer Seitenkapelle mit Kreuzrippengewölbe an der Nordwand des Kirchenschiffs liess Albrecht Friedrich von Erlach, der Sohn des bedeutenden Feldherrn in internationalen Diensten und Schultheiss von Bern, Hieronymus von Erlach, nach dessen Tod 1748 vom Bildhauer Johann August Nahl ein Grabmal errichten. Über dem Sarkophag aus rötlichem Grindelwaldner Marmor erhebt sich eine schwarzgraue Pyramide aus Marmor von Zweilütschinen, auf der mit goldenen Lettern die Verdienste und Titel des Verstorbenen dem Andenken der Nachwelt empfohlen werden. An die Vergänglichkeit irdischen Ruhmes erinnern fünf allegorische Gestalten in grauem Sandstein. Aus der griechisch-römischen Mythologie entnommen sind ausser dem weinenden Engel, die Ruhmesgöttin Fama mit dem Lorbeerkranz und Trompete, Chronos der Todesgott mit der Sense, Fortuna die Glücksgöttin, vom Betrachter abgewendet, und Minerva, die Göttin der Weisheit und der Kriegsführung, welche die Insignien des Schultheissen und den Marschall-Stab mit dem Bahrtuch bedeckt.

### Maria Magdalena Langhans
Während der Arbeit am Grabmal des Hieronymus von Erlach wohnte Nahl im nahgelegenen Pfarrhaus. Als die junge Pfarrersfrau Maria Magdalena Langhans–Wäber in der Osternacht 1751 im Kindbett mit ihrem Neugeborenen verstarb, schuf der Bildhauer ein Grabmal, das in der folgenden Zeit weitreichende Beachtung fand. Es ist heute vor dem Grabmal des Hieronymus von Erlach hinter einem Schmiedeeisengitter im Boden eingelassen.

### Albrecht Friedrich von Erlach
Die ursprünglich unter den Bodenbrettern verborgene, durch Johann Friedrich Funk geschaffene Grabplatte ist an der Wand der Seitenkapelle als Epitaph angebracht.

## Glocken
Von 1503 stammten die ersten drei Glocken, die 1890 eingeschmolzen wurden, um damit ein neues Geläute zu giessen. Es wurde von der Firma Rüetschi in Aarau geliefert und war in G-Dur gestimmt. Diese Glocken wurden beim Brand zerstört.
Noch im Jahr des Kirchenbrandes liess man wieder von der Giesserei Rüetschi vier mit dem Wappen der Gemeinde verzierte Glocken giessen.
Die Glocken mit den Inschriften, den Massen und der Stimmung: 
I. Ehre sei Gott in der Höhe, 150 cm, des'
II. Friede auf Erden, 120 cm, f' 
III. Und den Menschen ein Wohlgefallen, 100 cm, as'

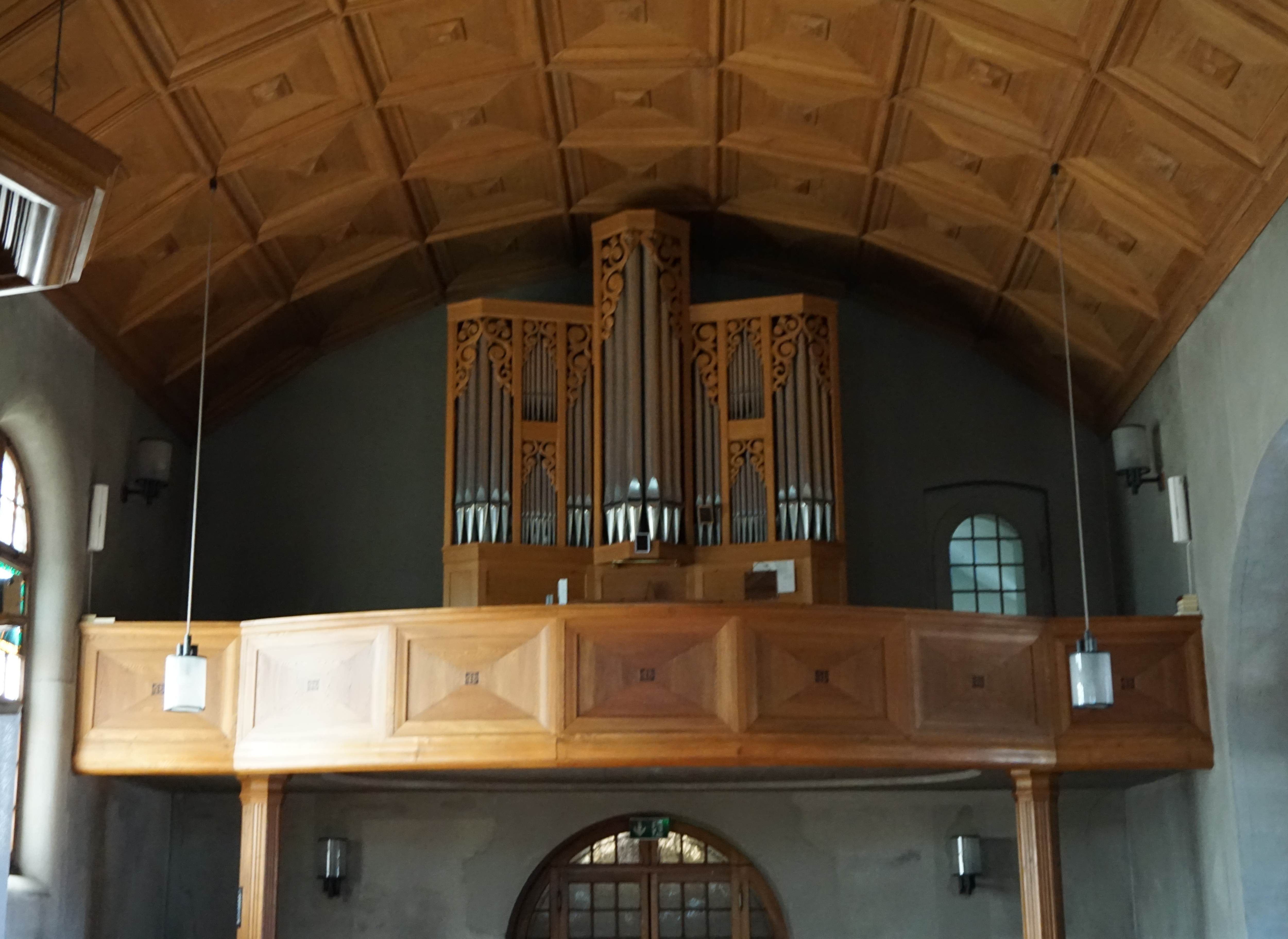
Prospekt der Kuhn-Orgel von 1969

IV. Amen, 88 cm, b'

## Orgeln
In der Kirchenrechnung von 1770 ist der Ankauf einer Orgel von Hauptmann Meley in Bern zuhanden der  Kirchen Hindelbank zu 448 Kronen bescheinigt. Der Orgelmacher Samson Scherrer aus Genf verstärkte und installierte das Instrument, das vermutlich nur ein Positiv war. Es fand auf der verstärkten Empore Platz.
Nach 117 Jahren und mehreren Reparaturen beschloss die Kirchgemeinde den Kauf einer neuen Orgel von Friedrich Goll (Luzern) mit 10 Registern für 5180 Franken, die am 4. Mai 1888 eingeweiht wurde. Nach dem Brand von 1911 baute Goll eine neue Orgel mit 20 Registern und einem Jugendstilprospekt mit teilweise Pfeifenattrappen zur optische Verbreiterung.
Dieses Instrument wurde 1969 durch die neue Kuhn-Orgel ersetzt. Sie besitzt 27 Register, zwei Manuale und Pedal mit Spielhilfen.
| I Hauptwerk C–g3 |                |        |
| 1.               | Pommer         | 16′    |
| 2.               | Prinzipal      | 8′     |
| 3.               | Rohrflöte      | 8′     |
| 4.               | Viola da Gamba | 8′     |
| 5.               | Oktave         | 4′     |
| 6.               | Spitzflöte     | 4′     |
| 7.               | Quinte         | 2 ⁄3′  |
| 8.               | Nachthorn      | 2′     |
| 9.               | Terz           | 1 3⁄5′ |
| 10.              | Mixtur IV–V    | 2′     |
| 11.              | Trompete       | 8′     |

| II Positiv C–g3 (schwellbar) |           |       |
| 12.                          | Gedackt   | 8′    |
| 13.                          | Quintatön | 8′    |
| 14.                          | Prinzipal | 4′    |
| 15.                          | Rohrflöte | 4′    |
| 16.                          | Flageolet | 2′    |
| 17.                          | Largiot   | 1 ⁄3′ |
| 18.                          | Scharf IV | 1′    |
| 19.                          | Krummhorn | 8′    |

| Pedalwerk C–f1 |               |       |
| 20.            | Prinzipalbass | 16′   |
| 21.            | Subbass       | 16′   |
| 22.            | Prinzpal      | 8′    |
| 23.            | Spillflöte    | 8′    |
| 24.            | Oktave        | 4′    |
| 25.            | Mixtur IV     | 2 ⁄3′ |
| 26.            | Dulcian       | 16′   |
| 27.            | Zinke         | 8′    |

- Koppeln: II/I, I/P, II/P
- Spielhilfen: 3 freie Kombinationen, Schwelltritt, Tuttiknopf, Mixturenabsteller und Zungenabsteller